# Pietro Tacchi Venturi
Pietro Tacchi Venturi  SJ (* 18. März 1861 in San Severino Marche; †  19. März 1956 in Rom) war ein italienischer Jesuit, Priester und Historiker, der während des Faschismus eine wichtige Rolle in den Beziehungen zwischen Staat und Kirche spielte.

## Biografie
Er war das sechste von acht Kindern der Orsola Ceselli und des Antonio Tacchi Venturi, einem königlichen Anwalt.

### 1861–1922 Studium
Nach Abschluss seines Studiums am Liceo Sant’Apollinare in Rom trat er am 12. November 1878 in die Gesellschaft Jesu ein und begann sein Noviziat in Cossé-le-Vivien in Frankreich. Von 1883 bis 1886 studierte er Philosophie an der Päpstlichen Universität Gregoriana und schrieb eine Biographie seines Novizenmeisters, Padre Camillo Mearini. Von 1887 bis 1891 studierte er Kunst an der Universität La Sapienza. Am 28. Juli 1892 wurde er zum Priester geweiht. Er erlangte einen Ruf als Geschichts- und Literaturwissenschaftler. Seine Artikel erschienen in der Zeitschrift Civiltà Cattolica. Venturi wurde in die Päpstliche Römische Akademie für Archäologie aufgenommen.
Sein Hauptwerk war eine Geschichte der Gesellschaft Jesu in Italien, die er im Auftrag des damaligen Generaloberen der Gesellschaft Jesu, Luis Martín García, schrieb. Der erste Band über die Periode von Ignatius von Loyola erschien 1910. Dem war ein Aufsatz über den Stand der Religion in Italien im 16. Jahrhundert vorausgegangen. Die Rezeption historischer Werke war gut, vor allem, weil Tacchi Venturi die Methode der historischen Kritik anwendete und sich von der Apologetik fernhielt. Ein weiteres wichtiges Werk von Tacchi Venturi war die Veröffentlichung unveröffentlichter Schriften von Matteo Ricci, dem Jesuitenmissionar in China: die Historischen Werke von P. Matteo Ricci, S.J. Sie wurden 1911 und 1913 in zwei Bänden gedruckt und enthalten Riccis Korrespondenz und seinen "Commentarj of China", der bis dahin nur in der lateinischen Version von Nicolas Trigault (De Christiana expeditione apud Sinas) veröffentlicht wurde. Da Tacchi Venturi jedoch kein Chinesisch konnte, war es notwendig, dass Pater Pasquale d'Elia dreißig Jahre später eine weitere Ausgabe von Matteo Riccis Manuskripten mit verbesserten Anmerkungen veröffentlichte (Fonti Ricciane).
Venturi war von 1914 bis 1921 Generalsekretär der Gesellschaft Jesu. Er wurde in den letzten Monaten seiner Regierung von General Franz Xaver Wernz gewählt und sollte ein wertvoller Mitarbeiter seines im Januar 1915 zum General gewählten Nachfolgers Wladimir Ledóchowski werden.

### 1922–1939 Die Beziehung zwischen Pius XI. und Mussolini

#### 1922 Die Übereignung der Biblioteca Chigiana
Am 28. Oktober 1922, nach dem Marsch auf Rom, wurde Benito Mussolini Diktator Italiens und ließ sich im Palazzo Chigi nieder, wohin das Italienische Außenministerium aus dem Palazzo della Consulta verlegt wurde.
Die Anbahnung der ersten Begegnung schilderte am 15. November 1951 der bereits erblindete Venturi in seinen Memoiren:

“Mi venne allora il pensiero d'ottenere dal nuovo padrone d'Italia la risposta da tanto tempo attesa, e, grazie agli uffici del giovane Segretario della Stampa, il Dott. Amedeo Giannini, nominato presto Consigliere di Stato e Ambasciatore, fui ricevuto dal Senatore Salvatore Contarini, siciliano, uomo di acuto ingegno nell'afferrare il vero stato delle questioni politiche e nel dare energica opera alla loro soluzione. Il sagace diplomatico, parco di parole ed anche più di scritti, udito ciò che desideravo, mi guardò fisso in volto e mi disse: «Conosce Lei Mussolini?» No, risposi, non l'ho mai veduto, ed egli soggiunse: «aspetti un istante che gli chiederò se vuole riceverla»”

„Ich beabsichtigte vom neuen Meister Italiens eine Antwort zu erhalten, auf die wir lange gewartet hatten, dank der Büros des jungen Pressesprechers Dr. Amedeo Giannini, der bald zum Staatsrat und Botschafter ernannt wurde, wurde ich vom Senator Salvatore Contarini  empfangen, Sizilianer, ein Mann von scharfem Einfallsreichtum, der den wahren Stand politischer Fragen erfasst und ihre Lösung energisch unterstützt. Der kluge Diplomat, Verhalten im Wort und noch mehr in den Schriften, der gehört hatte, was ich wollte, sah mir direkt ins Gesicht und sagte: "Kennst du Mussolini?" Nein, antwortete ich, ich habe ihn nie gesehen, und er fügte hinzu: "Warte einen Moment und ich werde ihn fragen, ob er dich empfangen will"“

Tacchi Venturi wurde empfangen und nutzte die Gelegenheit, um die zuvor von Benedikt XV. angeregte Überlassung der Biblioteca Chigiana an den Heiligen Stuhl anzusprechen. Es war ein umfangreiches Bucherbe, das über 26.000 gedruckte Werke umfasste und dessen Ursprung in die sienesische Bibliothek von Enea Silvio Piccolomini, incunabula, zugeordnet wird. Aus diesem Grund wurde es "das normale Werkzeug für Botschaften zwischen dem Papst und Mussolini". Tacchi Venturi überzeugte Mussolini, die alte Sammlung religiöser Bücher dem Vatikan zu übereignen. Die Versuche des Vatikans, die Bibliothek zu erwerben, erfolgten seit dem Pontifikat von Papst Benedikt XV., der nicht über die erforderlichen Mittel verfügte.
Mussolinis Übereignung leitete den Versöhnungsprozess zwischen Italien und dem Heiligen Stuhl ein, der nach der Eroberung Roms 1870 problematisch gewesen war und den Papst seines Staates beraubt hatte. Zusammen mit Graf Galeazzo Ciano, Mussolinis Schwiegersohn, fungierte Venturi als inoffizieller, aber nicht weniger maßgeblicher Vermittler zwischen dem Palazzo Venezia und dem Vatikan.
Scherzhaft wurde Tacchi Venturi als confessore privato (privater Beichtpater) und consigliere in questioni ecclesiastiche (Berater in kirchlichen Angelegenheiten) von Mussolini betitelt. Er hatte diese Rollen jedoch nie inne. Seine politischen Ansichten können als eine Art Klerikalfaschismus betrachtet werden.

#### 1927–1929 Lateranverträge
Tacchi Venturi leitete die Delegation des Heiligen Stuhles bei den am 11. Februar 1929 unterzeichneten Lateranverträgen, welche die "Römische Frage" in der Form der Souveränität des Heiligen Stuhls als Völkerrechtssubjekt beantworteten. Im Mai 1928 überlebte Tacchi Venturi einen Angriff eines Unbekannten mit einem Brieföffner, der sich beim Pförtner als „Signor De Angelis“ vorgestellt hatte, und ihm eine Nackenverletzung beibrachte. Zwei Jahre später wurde ein anderer Priester, der Tacchi Venturi ähnelte, getötet.
Die New York Times beschrieb Tacchi Venturi als den „Hauptunterhändler, der im Schatten bleibt und fast unbekannt ist“. Die Times hebt Pius XI. und Mussolinis Wunsch nach Vertraulichkeit bei den Verhandlungen hervor und beschreibt Tacchi Venturi weiterhin als „eine ruhige Person, die viele Dinge sagen kann“, aber er weigerte sich zu erkennen, dass er mehr war als der „persönliche Botschafter von Mussolini im Vatikan“. Nominell wurde Francesco Pacelli (1872–1935), der Bruder von Eugenio Pacelli, zum Leiter der Verhandlungsdelegation  ernannt, und Tacchi Venturi war sein Vermittler bei Mussolini in der letzten Verhandlungsphase (nach dem Tod des Staatsrates Domenico Barone (1879  † 4. Januar 1929)). Die anderen Unterhändler waren Francesco Borgongini Duca, Sekretär für außerordentliche Angelegenheiten, und Professor Gianinni Barone, Domenicos Bruder; Tacchi Venturi selbst war jedoch der Ursprung der Verhandlungen.
Im Mai 1932 wurde Tacchi Venturi in Anerkennung seiner Rolle als Leiter der Verhandlungsdelegation für den Lateranvertrag mit einem Großkreuz in den Ritterorden der hl. Mauritius und Lazarus aufgenommen. Francesco Borgongini Duca, von 1929 bis 1953 apostolischer Nuntius in Italien, trat die Nachfolge von Venturi als offizieller Vermittler zwischen Pius XII. Und Mussolini an, aber Venturi verlor seinen Einfluss nicht.

#### 1931 Katholische Aktion
1931 verhandelte Tacchi Venturi das Ende des Streits zwischen Pius XI. und Mussolini über die Katholische Aktion. Aus diesem Grund hatte Tacchi Venturi zwanzig Audienzen bei Pius XI., einschließlich eines einstündigen Treffens während seiner Sommerferien, gefolgt von einem Interview mit dem Kardinalstaatssekretär Pacelli und dreizehn Anhörungen von Mussolini. Der Vatikan erklärte, dass Tacchi Venturi selbst nur „den Boden für eine offizielle Verhandlung fühle“. Don Luigi Sturzo, der Gründer der italienischen Volkspartei, schrieb Venturi das Ende des Streits zu.
Mussolini integrierte 15.000 katholischen Aktionskreise in die Opera Nazionale Balilla.  Die Bedingungen des Abkommens ermöglichten es der Kirche, eine Rolle bei der „Erziehung der faschistischen Jugend“ zu spielen, und beschränkten die katholische Vereinigung auf die Diözesanebene, wodurch sie der nationalen Führer beraubt wurde, während die Hilfspriester auch als Kapläne der Balillas fungieren sollten. Tacchi Venturi selbst war beim letzten Treffen zwischen Papst Pius XI. und Mussolini anwesend. Dies war das einzige Publikum, das Papst Pius XI. Mussolini (11. Februar 1932) gewährte.

#### Der Abessinienkrieg und andere Interventionen
Während des Abessinienkrieges (1935–1936) traf Tacchi Venturi als Gesandter des Papstes viermal auf den Duce, um eine friedliche Lösung des Konflikts zu finden. Er intervenierte bei Mussolini auch wegen kleinerer Bedenken des Papstes: anlässlich der Rationierung von Lebensmitteln, für die Moral der öffentlichen Aufführungen, für die Verbesserung des Gefängnisregimes antifaschistischer Gefangener, einschließlich Alcide De Gasperi.
Aufgrund seiner diplomatischen Fähigkeiten und seiner Dienste erwog Pius XI., Tacchi Venturi zum Kardinal zu ernennen, was von der britischen Regierung als diplomatische Aufwertung der Beziehung zum faschistische Staat und indirekte Zustimmung zum Abessinienkrieg verstanden worden wäre. Im Einvernehmen mit General Wladimir Ledóchowski ernannte er Pater Pietro Boetto zum Kardinal. So nahm Pater Tacchi Venturi seine diplomatischen Aufgaben als einfacher Priester wahr.

#### 1938 Italienische Rassengesetze
Tacchi Venturi wurde von Mussolini über die Vorbereitungen für italienischen Rassengesetze informiert und äußerte Vorbehalte gegen die Auswirkungen der Gesetze auf Katholiken, sowohl für Mischehen als auch für zum Katholizismus konvertierte Juden. Insbesondere versuchte Tacchi Venturi, das Verbot von Ehen zwischen "Ariern" und "Nicht-Ariern" zu vermeiden. Nachdem seine Versuche, die Rassengesetze zu mildern, wenig Früchte getragen hatten, intervenierte Pater Tacchi Venturi bei Mussolini, um Ausnahmen für Einzelfälle zu beantragen, sowohl für zum Christentum konvertierte Juden als auch für Juden, die sich zum Judentum bekannten.

### 1939–1956 Der Pontifikat von Pius XII.
Nach der Wahl von Pius XII. im Konklave am 2. März 1939 wurde angekündigt, dass Pater Francesco Tomasetti, Generalstaatsanwalt der Salesianer, Tacchi Venturi als inoffiziellen Boten zwischen Papst und Mussolini nach „einem Kampf anderer Art, weniger ersetzen würde, aber mit den gleichen Elementen, die die Wahl des neuen Außenministers hatte“. Tacchi Venturi blieb der offizielle Vertreter der Polizeidirektion und des Consiglio superiore sulla demografia e la razza (Obersten Rates für DemoRazza).  In einigen Fällen nutzte Tacchi Venturi seinen Einfluss, um zum Katholizismus konvertierten Juden zu helfen. Michael Phayer dokumentiert eine Episode, in der Tacchi Venturi intervenierte, um für kroatische Konvertiten einzutreten.
Mussolini begann die Italienische Besetzung Albaniens am 7. April 1939 (Karfreitag), inspiriert durch die Besetzung Böhnen und Mährens. Am 9. April 1939 (Ostersonntag), rief Pius XII. über Radio Vatikan öffentlich zum Frieden auf. Er verurteilte das Wettrüsten und die Verletzung dessen, was er „feierliche Verträge und Glaubensversprechen“ nannte.
Am 3. und 4. Mai 1939 wandte sich der Heilige Stuhl an Großbritannien, Frankreich, Polen, Deutschland und Italien, um die Probleme zwischen Deutschland und Polen friedlich zu lösen. Er beabsichtigte, auch die Vereinigten Staaten einzubeziehen. Großbritannien und Frankreich wollten jedoch keine weitere Konferenz mit Deutschland, nachdem sie in München betrogen worden waren.
Der Vertreter des Vatikans, Pietro Tacchi Venture, hatte mehr Glück mit Mussolini. Der Duce war interessiert, wollte aber Meinungsverschiedenheiten zwischen Italien und Frankreich sowie deutsch-polnische Ausgaben einbeziehen. Als die anderen vier Staaten der Konferenz nicht zustimmten, veranlasste dies Mussolini, seine eigene Unterstützung dafür einzustellen.
Am Abend des 24. August 1939 rief Pius XII. über Radio Vatikan zum Frieden auf: „Für die große menschliche Familie ertönte erneut eine schwere Stunde… Die Gefahr steht unmittelbar bevor, aber es ist noch nicht zu spät. Nichts geht durch Frieden verloren, alles geht durch Krieg verloren… Wie groß wird die Erleichterung sein, wenn… das Blutvergießen von Brüdern und die Vernichtung von Nationen verhindert werden können. “
Tacchi-Venturi wurde am 29. August erneut zu Mussolini gesandt, um Hitler aufzuhalten. Der Duce empfahl stattdessen Pius XII., Polen zu ermutigen beim Thema Freie Stadt Danzig nachzugeben und über den Status des polnischen Korridors zu verhandeln.

#### 1943 Die Aufhebung der Rassengesetze
Im August 1943, als die Regierung von Pietro Badoglio über die Aufhebung der Rassengesetze beriet, forderte Tacchi Venturi von Innenminister Umberto Ricci die Maßnahmen, die die zum Katholizismus konvertierten Juden betrafen, abzuschaffen. Laut Goldhagen offenbarte er in einem Bericht an Kardinalstaatssekretär Luigi Maglione, dass die Rassegesetze nach den Grundsätzen und Traditionen der katholischen Kirche Bestimmungen enthielten, die aufgehoben werden müssten, aber auch andere, die einer Bestätigung wert seien. Am 20. Januar 1944 wurden die Rassengesetze aufgehoben.

#### Rastrellamento del ghetto di Roma
Am Sabato nero (Schwarzer Samstag) 16. Oktober 1943 von 05:30 bis 14:00 Uhr besetzte die Gestapo unter dem Kommando von Theodor Dannecker das jüdische Ghetto an der Via del Portikus der Octavia von Rom und deportierte 1259 Menschen, darunter 689 Frauen, 363 Männer und 207 Kinder. Nach der Freilassung einiger Ausländer oder Personen aus Mischehen wurden 1.023 Personen in das KZ Auschwitz deportiert. Fünfzehn Männer und eine Frau überlebten. Auf den Druck von Verwandten der Deportierten regte Tacchi Venturi beim Kardinalstaatssekretär Luigi Maglione eine symbolische Untersuchung des Schicksals der Verschleppten an.

### Storia della Compagnia di Gesù in Italia
Nach Mussolinis Tod am 28. April 1945, widmete er sich noch hochbetagt seiner Storia della Compagnia di Gesù in Italia.

### Heutige Wahrnehmung
Der Journalist Mussolini hatte 1909 einen antiklerikalen Roman Claudia Particella l’amante del Cardinale in der sozialistischen Lokaltagestzeitung „Il popolo di Trento“ in 57 Folgen abgedruckt.
Dass er 1929 ein Buch Una conversione über seine Bekehrung zum Katholizismus schrieb, zu dem Tachi das Vorwort schrieb, ist Fiktion eines Romans von Antonio Scurati.

## Werk
- Memorie biografiche del P. Camillo Mearini d.C.d.G. Città di Castello, 1886.
- Stato della religione in Italia alla metà del secolo XVI, Roma, 1908.
- Storia della Compagnia di Gesù in Italia (4 vol.), Roma, 1910–1951.
- Opere storiche del P. Matteo Ricci, S. I. vol. 1: Commentari della Cina; vol. 2: Lettere dalla Cina, Macerata, 1911–1913.
- Il beato Roberto Bellarmino. Esame delle nuove accuse contro la sua santità, Roma, 1923.
- La casa di S. Ignazio di Loyola in Roma, Roma, 1923.
- Storia delle religioni (curatore) (2 vol.), Torino, 1934–1936.
- I santi, i sacerdoti, i missionari italiani in Europa nel medioevo [con P. Pecchiai], Roma, 1951.